# Streblosoma crassibranchia
Streblosoma crassibranchia är en ringmaskart som beskrevs av Treadwell 1914. Streblosoma crassibranchia ingår i släktet Streblosoma och familjen Terebellidae. Inga underarter finns listade i Catalogue of Life.